# .458 Winchester Magnum
El .458 Winchester Magnum es un cartucho de fuego central para rifle, de casquillo recto, desarrollado por Winchester para la caza de los cinco grandes e introducido en 1956 para ser usado en el Winchester Modelo 70 Africano. El .458 Winchester Magnum compitió directamente con el .450 Nitro Express y el .470 Nitro Express, y actualmente es uno de los cartuchos más populares para la caza de animales peligrosos.

## Historia
El .458 Winchester Magnum fue diseñado para la caza de animales peligrosos, emulando las prestaciones de los calibres ingleses usados en rifles de dos cañones, pero para ser usado en un mecanismo de cerrojo que permitió ofrecer armas menos costosas además de producir la munición a gran escala con la maquinaria existente, logrando ganar gran popularidad entre cazadores, guarda parques y guías de caza, quienes rápidamente adoptaron al .458 Win Mag como la opción estándar para la caza de animales peligrosos en África.

## Especificaciones
Diseñado para competir con otros cartuchos grandes del calibre del .450 NE y el .470 NE, el .458 Winchester dispara un proyectil de 510 granos (33 g) a 2150 pies por segundo de un cañón de 26 pulgadas, mientras que los otros dos requieren de cañones más largos para lanzar proyectiles de pesos similares a velocidades ligeramente inferiores. 
El casquillo del .458 Winchester Magnum  se origina del casquillo del .375 H&H Mag reducido a 2.5 pulgadas  (63.5 mm) al que se le holgó el cuello para alojar balas de .458 pulgadas (11.63 mm ), para ser alimentado de un fusil de mecanismo de longitud estándar, siendo el de mayor calibre de la familia de los Winchester Magnum, que incluyen también al .264 Winchester Magnum y a los populares .300 Winchester Magnum y .338 Winchester Magnum.

## Rendimiento
Con las pólvoras actuales el .458 Win Mag puede lograr disparar un proyectil de 500 granos a 2150 pies por segundo de un cañón de 24 pulgadas, ofreciendo una densidad seccional de .341, permitiendo una penetración alta. La munición FMJ es adecuada para cazar todo tipo de fauna incluyendo al elefante africano.
Con pólvoras modernas, el .458 Win Mag puede lanzar proyectiles de 300 granos a 2600 pies por segundo, 350 granos a 2500 pies por segundo, 400 granos a 2400 pies por segundo y 450 granos a 2300 pies por segundo.

## Uso deportivo
El .458 Winchester Magnum fue diseñado para cazar animales grandes de piel gruesa, como elefantes, rinocerontes y búfalos del cabo. La excepcional densidad seccional del proyectil de 500 granos combinada con una velocidad de salida de entre 1950 y 2250 pies por segundo, asegura una penetración adecuada para la caza de estas especies. Los rifles producidos para disparar el .458 Winchester Magnum, pesan hasta 11 libras (5kg), características que lo han vuelto uno de los cartuchos más populares para la cacería en el continente africano
A diferencia del más potente .460 Weatherby Magnum el .458 Winchester Magnum no es considerado demasiado potente para felinos grandes de contextura más ligera, como el león o leopardo. Aun así, la selección de balas es importante ya que estos animales son de piel delgada y no llegan a pesar más de 500 lb (226,8 kg) lb (230 ). Razón por la cual se aconseja usar proyectiles expansivos.
Aunque el .458 Winchester Magnum es considerado excesivo para la fauna norteamericana, ha sido usado efectivamente para la caza de osos pardos y del bisonte americano, y algunos guías en Alaska lo prefieren para defenderse del ataque eventual de osos durante jornadas de caza con sus clientes. Sin embargo, el .338 Winchester Magnum sigue siendo más popular para estos fines en Alaska

## Munición

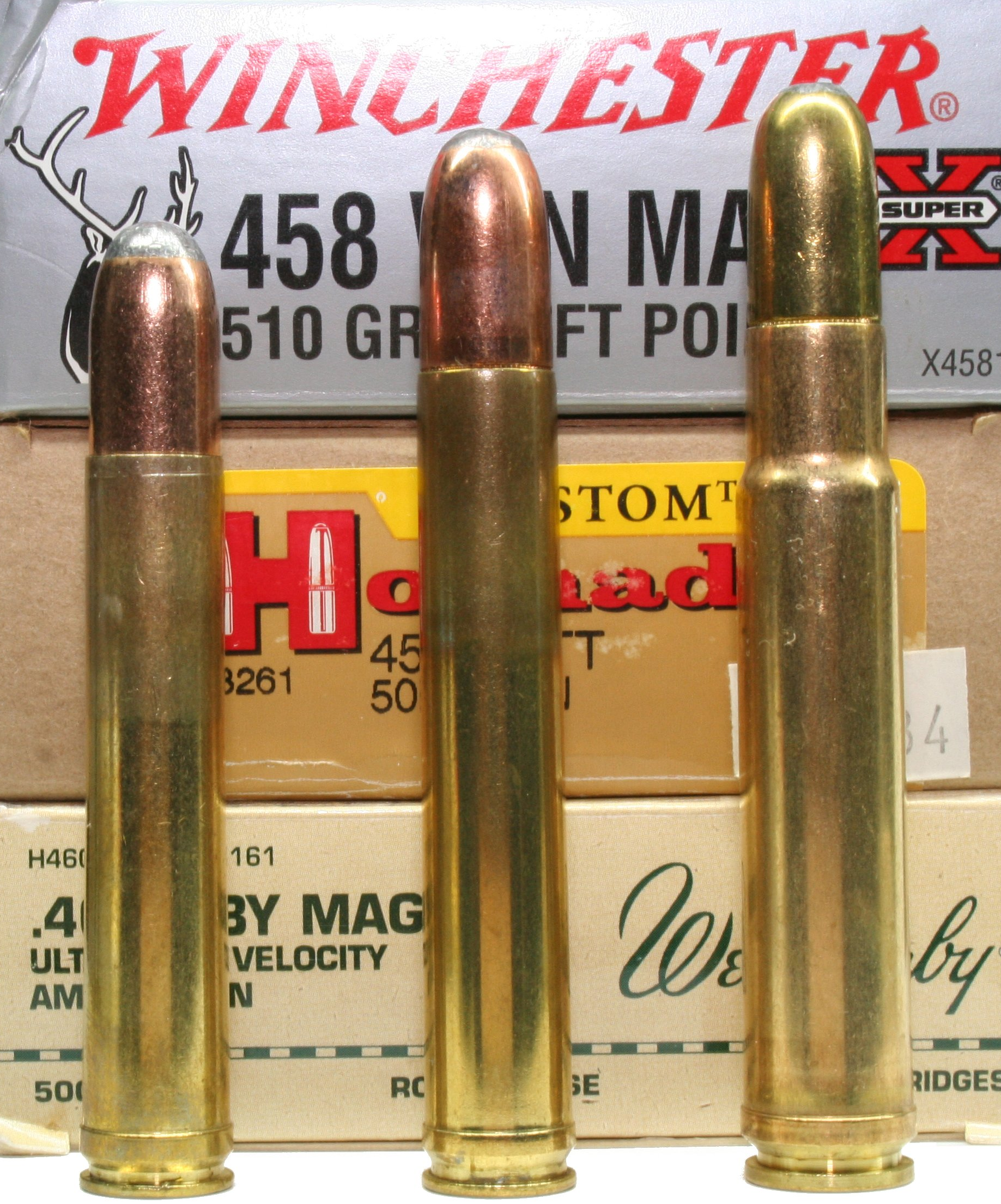
Izquierda a derecha: .458 Win. Mag., .458 Lott y .460 Wby. Mag.